# Seat 124
Der Seat 124 ist ein von Anfang 1968 bis Herbst 1980 produzierter Pkw der unteren Mittelklasse. Es handelt sich dabei, wie auch beim Lada 2101, um einen Lizenzbau des Fiat 124.

## Allgemeines
Neben der viertürigen Stufenhecklimousine gab es noch einen fünftürigen Kombi, der in Spanien Seat 124 5 puertas hieß. Beide Modelle entsprachen bis auf Details ihren zwei Jahre vorher erschienenen italienischen Vorbildern. Einziger Motor war lange ein Reihen-Vierzylinder mit einem Hubraum von 1197 cm³, der 44 kW (60 PS) leistete.
Im Herbst 1972 erschienen die nachfolgenden Varianten Seat 124 D Sedan und Seat 124 D 5 puertas. Am Motor hatte sich nichts geändert, Front und Heck waren etwas verändert. Diese Typen wurden acht Jahre lang hergestellt.
Ab Ende 1976 bot der Seat 124 D Especial 1800 (nur als Limousine) einen neuen Motor mit 1756 cm³ und 87 kW (118 PS). Im letzten Produktionsjahr 1980 gab es den Seat 124 D Especial 2000 mit nochmals vergrößertem Motor (1920 cm³, 84 kW/114 PS). Beide Fahrzeuge brachten es auf 175 km/h bzw. 180 km/h.
Parallel zu den italienischen Typen gab es ab Frühjahr 1970 ein Seat 124 Sport Coupé. Wie das Original von Fiat hatte es einen 4-Zylinder-Reihenmotor mit 1608 cm³ und 81 kW (110 PS). Seine Höchstgeschwindigkeit betrug 180 km/h. Nach drei Jahren gab es – in Italien wie in Spanien – einen größeren Motor, der dem des Seat 124 D Especial 1800 entsprach.
Anfang 1976 wurde das Coupé eingestellt. Einen Spider wie beim Fiat-Pendant gab es hier jedoch nicht.

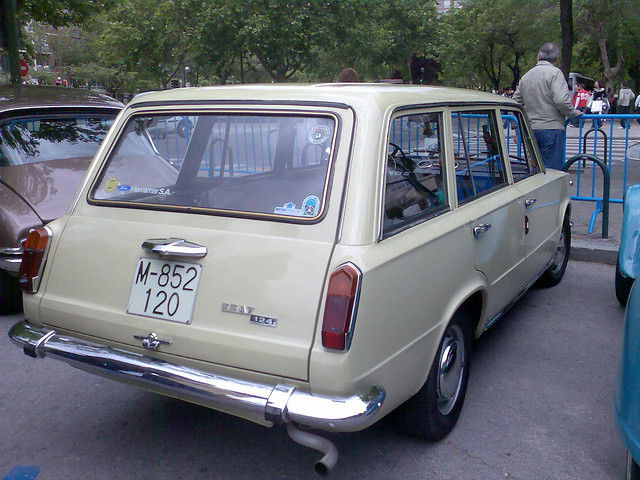
Seat 124 5 Puertas
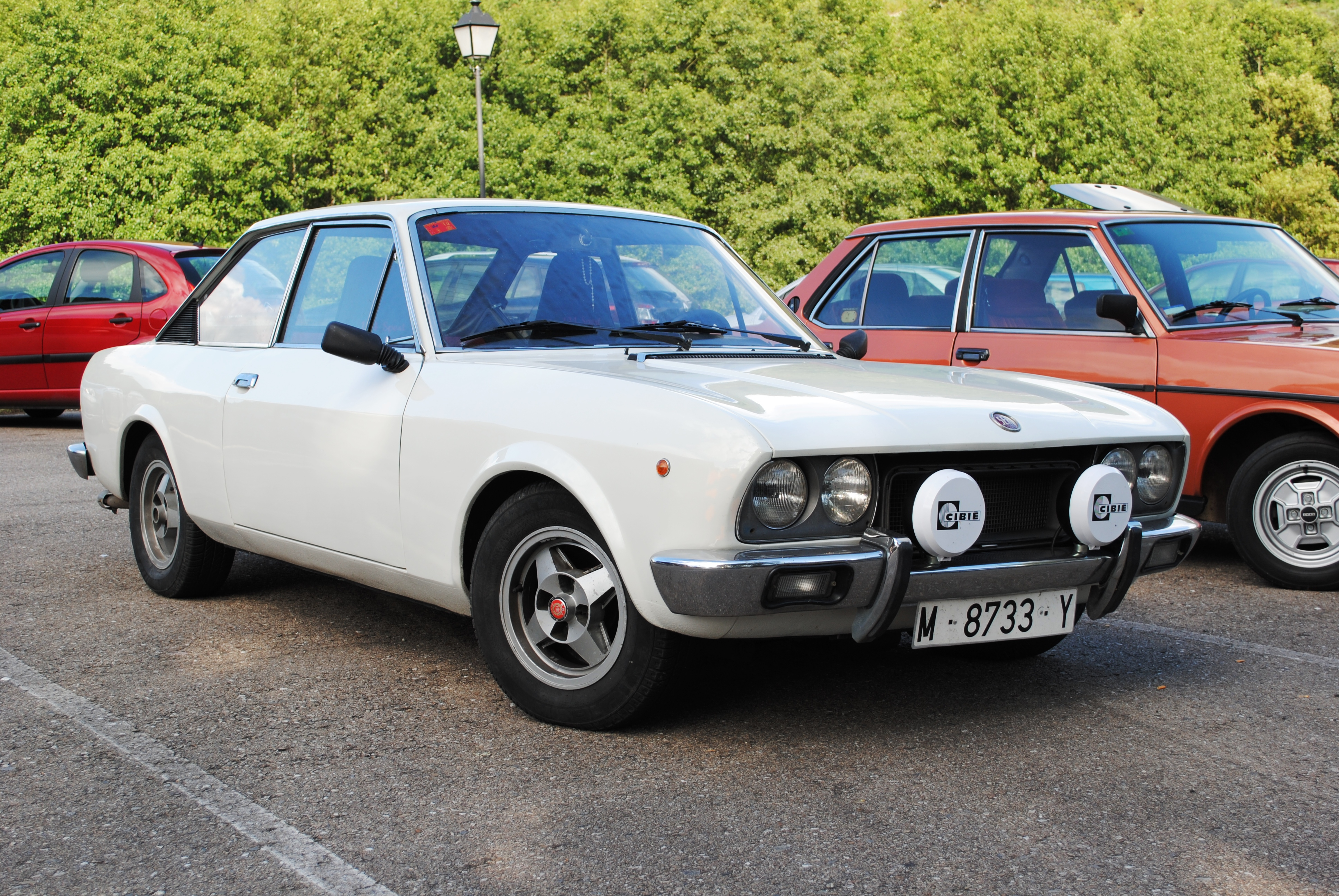
Seat 124 Sport Coupé
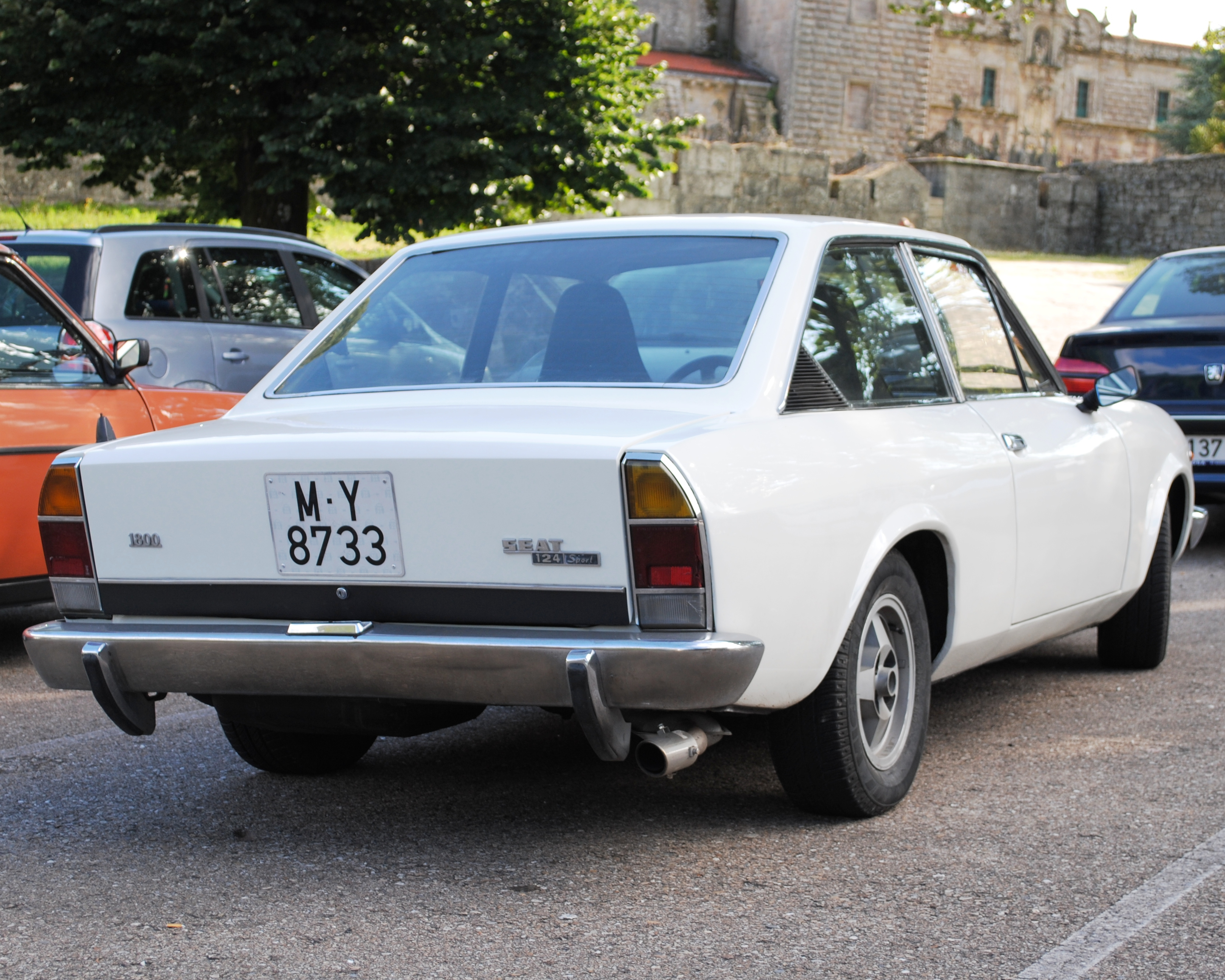
Seat 124 Sport Coupé 1800

## Nachfolger
Als im Oktober 1980 auch die Produktion von Limousine und Kombi eingestellt wurde, war es mit 900.000 Exemplaren (zusammen mit dem fast baugleichen Seat 1430 gerechnet) das bis dahin erfolgreichste Fahrzeug der Marke. Bereits 1979 wurde der Seat Ritmo als Nachfolgemodell eingeführt.
| Seat 124 D                    | 1200                                                               | Especial 1430                                                      | Especial 1600                                                      | Especial 1800                                                      |
| ----------------------------- | ------------------------------------------------------------------ | ------------------------------------------------------------------ | ------------------------------------------------------------------ | ------------------------------------------------------------------ |
| Motor:                        | 4-Zylinder-Reihenmotor (Viertakt), vorne                           | 4-Zylinder-Reihenmotor (Viertakt), vorne                           | 4-Zylinder-Reihenmotor (Viertakt), vorne                           | 4-Zylinder-Reihenmotor (Viertakt), vorne                           |
| Hubraum:                      | 1197 cm³                                                           | 1438 cm³                                                           | 1592 cm³                                                           | 1756 cm³                                                           |
| Bohrung × Hub:                | 73 × 71,5 mm                                                       | 80 × 71,5 mm                                                       | 80 × 79,2 mm                                                       | 84 × 79,2 mm                                                       |
| Leistung bei 1/min:           | 48 kW (65 PS) bei 5600                                             | 55 kW (75 PS) bei 5400                                             | 68,5 kW (93 PS) bei 6000                                           | 84 kW (114 PS) bei 6000                                            |
| Max. Drehmoment bei 1/min:    | 88 Nm bei 3700                                                     | 111 Nm bei 3400                                                    | 126 Nm bei 4000                                                    | 148 Nm bei 4000                                                    |
| Verdichtung:                  | 8,8:1                                                              | 9,0:1                                                              | 9,0:1                                                              | 9,8:1                                                              |
| Gemischaufbereitung:          | 1 Fallstrom-Doppelvergaser                                         | 1 Fallstrom-Doppelvergaser                                         | 1 Fallstrom-Doppelvergaser                                         | 1 Fallstrom-Doppelvergaser                                         |
| Ventilsteuerung:              | Seitliche Nockenwelle, Antrieb über Zahnriemen                     | Seitliche Nockenwelle, Antrieb über Zahnriemen                     | 2 obenliegende Nockenwellen, Antrieb über Zahnriemen               | 2 obenliegende Nockenwellen, Antrieb über Zahnriemen               |
| Kühlung:                      | Wasserkühlung                                                      | Wasserkühlung                                                      | Wasserkühlung                                                      | Wasserkühlung                                                      |
| Getriebe:                     | 4- oder 5-Gang-Getriebe Hinterradantrieb                           | 4- oder 5-Gang-Getriebe Hinterradantrieb                           | 4- oder 5-Gang-Getriebe Hinterradantrieb                           | 4- oder 5-Gang-Getriebe Hinterradantrieb                           |
| Radaufhängung vorn:           | doppelte Dreieckslenker, Schraubenfedern, Stabilisator             | doppelte Dreieckslenker, Schraubenfedern, Stabilisator             | doppelte Dreieckslenker, Schraubenfedern, Stabilisator             | doppelte Dreieckslenker, Schraubenfedern, Stabilisator             |
| Radaufhängung hinten:         | Starrachse, vier Längslenker, Panhardstab, Schraubenfedern         | Starrachse, vier Längslenker, Panhardstab, Schraubenfedern         | Starrachse, vier Längslenker, Panhardstab, Schraubenfedern         | Starrachse, vier Längslenker, Panhardstab, Schraubenfedern         |
| Bremsen:                      | Scheibenbremsen vorne (Durchmesser 227 mm), Trommeln hinten, Servo | Scheibenbremsen vorne (Durchmesser 227 mm), Trommeln hinten, Servo | Scheibenbremsen vorne (Durchmesser 227 mm), Trommeln hinten, Servo | Scheibenbremsen vorne (Durchmesser 227 mm), Trommeln hinten, Servo |
| Lenkung:                      | Schneckenlenkung                                                   | Schneckenlenkung                                                   | Schneckenlenkung                                                   | Schneckenlenkung                                                   |
| Karosserie:                   | Stahlblech, selbsttragend                                          | Stahlblech, selbsttragend                                          | Stahlblech, selbsttragend                                          | Stahlblech, selbsttragend                                          |
| Spurweite vorn/hinten:        | 1330/1300 mm                                                       | 1330/1300 mm                                                       | 1330/1300 mm                                                       | 1320/1330 mm                                                       |
| Radstand:                     | 2420 mm                                                            | 2420 mm                                                            | 2420 mm                                                            | 2420 mm                                                            |
| Abmessungen:                  | 4045 × 1610 × 1420 mm                                              | 4045 × 1610 × 1420 mm                                              | 4045 × 1610 × 1420 mm                                              | 4045 × 1610 × 1420 mm                                              |
| Leergewicht:                  | 900 kg                                                             | 910 kg                                                             | 950 kg                                                             | 960 kg                                                             |
| Höchstgeschwindigkeit (Werk): | 140 km/h                                                           | 155+ km/h                                                          | 170 km/h                                                           | ca. 170 km/h                                                       |
| 0–100 km/h (Werk):            | 17 s                                                               | n. a.                                                              | n. a.                                                              | 11,2 s                                                             |
| Verbrauch (L/100 km, Werk):   | 8,0 S                                                              | ca. 9–12 S                                                         | ca. 10–11 S                                                        | n. a. S                                                            |